# Kmečka ohcet
Kmečka ohcet v Bohinju je turistično-folklorna prireditev, ki jo Turistično društvo Bohinj vsako leto organizira ob koncu meseca julija. Prikazuje stare, tradicionalne življenjske navade prebivalcev Bohinja, med katerimi imajo ženitovanjski običaji še posebno mesto. Sestavljena je tudi iz ljudske igre Vasovanje.

## Zgodovina
Leta 1955 je Jože Jeraj predlagal, da bi se v Bohinju za poživitev turističnega prometa v začetku sezone organizirala prireditev, ki bi postala tradicionalna ter bi se vsako leto izvajala ob istem času in z enakim programom. Tako so začeli z organizacijo prireditve Kmečka ohcet.

### Organizacija nekoč
V povorki je bilo v začetku šest vozov, na katere so bili vpreženi konji, ki so služili za prevoz ženina, neveste ter drugih nastopajočih v narodnih nošah. Kmetje so konje okrasili z zvončki in pisanimi trakovi, dekleta pa so okrasila vozove s cvetjem in trakovi. Poleg tega so postavljali tudi šrango ter mize za svate in obiskovalce. Za hrano in pecivo so poskrbele bohinjske žene ter bohinjski gostilničarji. Ko je bilo vse pripravljeno, je prva povorka Kmečke ohceti pričela svojo pot iz Bohinjske Bistrice proti Ribčevemu Lazu na prireditveni prostor Pod skalco, kjer se je odvijala šranga in ohcet z nastopi folklornih skupin. Že pred tem so na prireditvenem prostoru igrale godbe, pel pa je oktet iz Bohinjske Bistrice.
Kasneje so povorke potekale iz Stare Fužine iz pred stare kmečke hiše, do Ribčevega Laza. Povorka je šla tudi skozi preddverje cerkve Sv. Janeza Krstnika. Pohod povorke skozi preddverje cerkve, je bil kot simbol cerkvene poroke.

### Organizacija danes
Povorka s konji in narodnimi nošami je še danes zelo velika. Povorka svojo pot začne v Stari Fužini na nevestinem domu, na šrangi v kopališču, nadaljuje se do cerkve in se konča na prireditvenem prostoru Pod skalco. Na odru se zvrstijo nastopi različnih folklornih skupin, katere odplešejo ples Nevestna, kjer dekle na glavi nosi pogačo, ki jo potem razdeli med svate. S tem dejanjem se začne ohcet z glasbo in plesom. 
Na teh prireditvah je veliko manj ljudi kot jih je bilo včasih, k temu pripomore raztresenost celotnega dogajanja ter potek prireditve v domačem narečju.

## Vasovanje
Vasovanje je ljudska igra z dolgoletno tradicijo in ima pomembno vlogo pri prireditvi Kmečka ohcet. Igra Vasovanje prikazuje preproste kmečke ljudi, ki se po končanem delu radi poveselijo in ob opazovanju mladih deklet in fantov obujajo spomine na svojo mladost. V zgodbi se obujajo stare navade, kako so fantje ponoči trkali dekletom na okna. Velikokrat se je zgodilo, da je namesto dekleta okno odprla mati in polila fanta z vodo, zgodilo pa se je tudi, da dekle okna sploh ni hotelo odpreti. Le redkim fantom se je zgodilo, da jim je dekle v znak ljubezni odprlo okno in prižgalo cigaro ter pripelo nagelj.

## Slike
- Avtor: Td Bohinj (26.04.2008); Dekle pripenja nagelj.[mrtva povezava]
- Avtor: Td Bohinj (26.04.2008); Sprevod.[mrtva povezava]
- Avtor: Td Bohinj (26.04.2008); Ples.[mrtva povezava]